# Jamison Crowder
Jamison Crowder (Monroe, Carolina del Norte; 17 de junio de 1993) es un jugador profesional estadounidense de fútbol americano, se desempeña en la posición de wide receiver en Washington Commanders, en la National Football League (NFL).

## Carrera
Jugó en Washington Redskins durante cuatro temporadas (2015-2019), tres temporadas en New York Jets (2019-2022), una temporada en Buffalo Bills (2022-2023) y lleva una temporada en Washington Commanders, donde comenzó a jugar en 2023.